# Angelo custode (Domenico Antonio Vaccaro)
L'Angelo custode è una scultura marmorea (h 190 cm) di Domenico Antonio Vaccaro, databile al 1724 circa e conservata nella basilica di San Paolo Maggiore di Napoli.

## Storia
L'opera sarebbe stata eseguita intorno al 1724 ed è considerata una delle più importanti realizzazioni scultoree del Settecento napoletano, esclusa ovviamente quella del Cristo Velato del Sanmartino ed il restante gruppo scultoreo della cappella Sansevero (la Pudicizia ed il Disinganno su tutte). 
La data di realizzazione, tuttavia, non è certa in quanto non esistono documenti che testimoniano con sicurezza il compimento della scultura. L'anno di riferimento, perciò, è quello inciso sul bassorilievo.
Testimonia un manoscritto conservato nella biblioteca nazionale Vittorio Emanuele III che la statua venne scolpita su volontà dei padri teatini per rimembrare le gesta (presumibile leggenda) di un angelo che, nel 1648, con in mano un cartiglio sul quale vi era incisa la frase Hic est fratrum amator, qui multum orat pro populo (questi è l'amico dei suoi fratelli, che prega molto per il popolo), riuscì a fermare i tumulti della folla napoletana che tentava disperatamente di saccheggiare il convento di San Paolo in quanto affamata.
L'avvenimento accadde di fronte al sepolcro di San Gaetano, tutt'oggi presente nella terza cappella di destra della basilica e l'esecuzione della statua fu voluta stesso sul posto.
La scultura, oggi, è conservata sul lato sinistro della navata centrale della chiesa, pur essendo stata esposta, su volontà della famiglia Frasconi, nell'omonima cappella di famiglia (IV cappella a sinistra) della basilica.